# Synaphea polypodioides
Synaphea polypodioides är en tvåhjärtbladig växtart som beskrevs av R.Butcher. Synaphea polypodioides ingår i släktet Synaphea och familjen Proteaceae. Inga underarter finns listade i Catalogue of Life.